# Pedro Padilla Flores
Ramiro Adame López (n. década de 1970) es un asesino serial mexicano, responsable de al menos 3 feminicidios en Ciudad Juárez. Mediáticamente se le conoce como "el Asesino del Río Bravo", haciendo alusión a su modus operandi. Fue capturado y condenado a prisión por estos tres asesinatos en 1986, pero escapó de prisión en 1990 y después de permancer prófugo de la justicia, ha sido recapturado en Nuevo México y deportado de USA hacia ciudad Juárez, Chihuahua. El 24 de enero de 2014 fue entregado a mitad del puente internacional Reforma, de la avenida Lerdo por parte de elementos del ICE a elementos de la Policía Ministerial mexicana. Actualmente, es uno de los principales sospechosos de los feminicidios en Ciudad Juárez aún no resueltos. Usaba otros nombres como: Pedro Padilla Flores, Roberto Flores, Robert Romero, Sammy Chávez, Jerónimo Hernández, Richard Adams, Robert López, Herman Lovato, Robert Adame, Marcus Romero, Robert Lovato y/o Roberto Flores. Era un asesino desorganizado, sedentario, hedonista motivado por compulsión sexual y depredador sexual.

## Antecedentes
Padilla vivía en el distrito Mariscal del centro de Ciudad Juárez, era un drogadicto asiduo.

## Crímenes
En 1986, empezaron a aparecer los cuerpos de mujeres jóvenes a orillas del Río Bravo, estos crímenes representan unos de los primeros feminicidios reportados en Ciudad Juárez. Las mujeres,- algunas todavía niñas,- presentaban señales de abuso sexual y habrían sido muertas por estrangulamiento.
Pedro Padilla solía seguir a sus víctimas hasta parajes desiertos donde las sometía y violaba, las asesinaba ahorcándolas con sus propias manos, supuestamente el estrangulamiento ha sido frecuentemente empleado por los feminicidas en Ciudad Juárez debido a que con ello logran que la vagina se contraiga durante la violación.
Muy posiblemente, Padilla Flores habría cometido los crímenes bajo el influjo de las drogas. Para Joel Norris, el consumo de drogas es frecuente durante la primera fase conductual de los asesinos en serie, en la cual se distancian de la realidad.

## Aprehensión, condena y escape
Padilla fue capturado en 1986, por el Comandante Segundo de la Policía Judicial del estado de Chihuahua, Felipe Pando, en total Predo Padilla Flores confesó 30 asesinatos pero solo se le pudo relacionar con 3: los de dos mujeres y el de una niña de 13 años de edad.
Fue sentenciado a cadena perpetua. Pero solo estuvo preso durante 4 años en el Centro de Rehabilitación Social (CERESO) de Ciudad Juárez, ya que escapó de prisión en 1990 en lo que representa uno de los mayores casos de negligencia e incompetencia policíaca en México, pero fue detenido en los Estados Unidos por elementos del ICE y entregado a las autoridades mexicanas el 24 de enero de 2014 para ser juzgado por los crímenes pendientes.

## Nuevos crímenes
En 1992 volvieron a comenzar los asesinatos de mujeres en Juárez. Para Felipe Pando, Padilla Flores es el principal sospechoso de los asesinatos:

"Padilla era un asesino en serie. Deberían andar tras él como uno de los principales sospechosos..." (Pando, Felipe; 1992)

Pese a que Pando tiene una de las peores reputaciones dentro de la policía fronteriza, con varias denuncias por tortura y confesiones forzadas, es innegable que muchos de los crímenes recientes contra mujeres en Juárez corresponden al patrón y modus operandi de Padilla Flores.

### El asesinato de Hester S. van Nierop
El 20 de septiembre de 1998, es hallado bajo la cama de la habitación de un hotel en la zona roja de Ciudad Juárez el cuerpo de la ciudadana holandesa Hester Suzanne van Nierop; la mujer había sido violada y muerta por estrangulamiento, presentaba múltiples mutilaciones que correspondían a un patrón de desfeminización y también tenía una incisión en el cuello.
Hester había llegado al hotel el 19 de septiembre de 1998 en compañía de un hombre. La persona que había rentado la habitación había firmado como "Roberto Flores".

### Retrato hablado
El compañero de van Nierop fue descritó a la policía como:

"...complexión atlética, de edad aproximada de 30 a 35 años, tez clara, cabello oscuro..., ojos claros rasgados, nariz recta, 1.76 metros de altura, acné en la cara y una pequeña cicatriz en la mejilla derecha..." (Anónimo; 1998)

Sorprendentemente, la descripción correspondía a la de Pedro Padilla Flores además el asesino había firmado con su segundo apellido, pero el modus operandi no correspondía al suyo, éste más era un asesino organizado. Aparentemente había evolucionado. Hester no había sido la primera y no fue la última en morir de esta forma, Padilla Flores se convirtió en el principal sospechoso de su muerte y el de las otras.

### Investigación y detención
La Fiscalía General del Estado de Chihuahua implementó una serie de trabajos de inteligencia y acciones encubiertas, tras retomar el asunto, ya desde el 2004 había una orden de aprehensión librada.
El probable responsable era un sujeto medianamente conocido en el centro de ciudad Juárez, un sujeto que llamaba la atención, tenía señas particulares muy especiales: Pabellón auricular deforme, complexión atlética y tenía tatuajes llamativos que mostraba (una mujer desnuda).
Ramiro Adame López y/o Roberto Flores fue ubicado en una cárcel de los Estados Unidos de América; sin embargo, se implementó una búsqueda exhaustiva, ya que éste utilizaba siete nombres.
Elementos de la Policía Cibernética y del Área de Inteligencia, hicieron contacto con el homicida por medio del Facebook, donde un agente se hizo pasar por mujer, mantuvo comunicación constante y en un lapso de siete meses logró tener su confianza, misma que se vio reflejada cuando narró el crimen que había cometido en contra de la ciudadana holandesa.
En diciembre del 2013, elementos de Investigación del Área de Inteligencia y de Gabinete de la Fiscalía de Chihuahua obtuvieron datos específicos de la localización de Ramiro Adame López en el Estado de Misisipi en el Condado de Adams en una B.O.P. Facility (Federal Bureau of Prisioners), donde se encontraba detenido por tráfico de drogas.
En coordinación con el Buró Federal de Investigaciones (FBI), el Servicio de Inmigración de Aduanas (ICE) de los Estados Unidos de América, se confirmó la detención de éste en aquella prisión, por lo que de inmediato se llevaron a cabo las labores de colaboración y asistencia jurídica internacional para trasladarlo a ciudad Juárez y juzgarlo por el crimen.
El 15 de enero de 2014 fue deportado a ciudad Juárez, donde se le cumplimentó la orden de aprehensión por el homicidio de la ciudadana holandesa, Hester Van Nierop y puesto a disposición del juez que lo requería.

### Sentencia
Una vez en territorio nacional, fue puesto a disposición del Juez que lo reclamaba y se inició un proceso en su contra, mismo que concluyó el 1 de diciembre de 2015, cuando la Fiscalía General del Estado de Chihuahua presentó una investigación sólida y fehaciente, integrada por pruebas técnicas, estudios científicas, análisis, documentales, periciales que fueron determinantes para que un Juez emitiera una sentencia condenatoria de 35 años de prisión en contra de Ramiro Adame López y/o Roberto Flores por el delito de homicidio calificado en perjuicio de la ciudadana holandesa Hester Van Nierop.
El Ministerio Público tenía un total de siete testimoniales, que lo vieron junto con la occisa en el lugar del crimen, como el recepcionista, que dijo “yo mismo apunté su nombre con puño y letra y conseguimos el libro de registros de aquel entonces”, pero además se contó con pruebas periciales que lo involucraban, como las huellas del imputado.
Finalmente, se hizo justicia a la víctima y su familia, luego de 17 años de lucha, misma que relata la señora Arséne van Nierop en su libro “Un grito de socorro desde Juárez”, donde además se detalla la creación de la Fundación Hester en el 2005 en la que se apoya la labor del centro de crisis Casa Amiga ofreciendo ayuda psíquica, jurídica, educativa y social a mujeres mexicanas e informando sobre la prevención de la violencia.

### Un asunto de relevancia internacional
El asunto generó una enérgica reacción por parte del gobierno de Holanda que hizo un reclamo diplomático a nivel internacional. El asunto se quedó prácticamente sin movimiento, no se capturó al presunto responsable y durante todo ese tiempo hubo una fuerte presión debido a la intervención de la Organización de las Naciones Unidas y de la Comisión Interamericana de Derechos Humanos.
El día de la sentencia, el fiscal general del Estado de Chihuahua, Jorge Enrique González Nicolás, se comunicó con el embajador de Países Bajos en México quien durante todo el proceso estuvo atento y en comunicación con la dependencia, asimismo se enlazó con la madre de la víctima y las autoridades federales para darles a conocer la conclusión del proceso penal.
Una vez que fue detenido el homicida, autoridades diplomáticas del Reino de los Países Bajos, hicieron un comentario de gratitud al Estado Mexicano, por ser este un asunto de trascendencia e interés internacional. Con la sentencia condenatoria de 35 años de prisión y la reparación del daño se cumple totalmente con la petición ante la Comisión Interamericana de los Derechos Humanos de hacer justicia a la ciudadana holandesa.